# Rip Curl Pro Search 2005
Navigation
Édition précédente Édition suivante
Le Rip Curl Pro Search 2005 est une compétition de surf qui s'est tenue du 23 juin au 4 juillet 2005 à l'île de La Réunion, département d'outre-mer français dans le sud-ouest de l'océan Indien. Organisé à Saint-Leu, une commune de l'ouest de l'île, il s'est disputé dans la baie de Saint-Leu, qui baigne le centre-ville. Première édition du Rip Curl Pro Search, il constituait le cinquième événement de l'édition 2005 de l'ASP World Tour, le principal championnat organisé par l'Association des surfeurs professionnels. Il a été remporté par l'Australien Mick Fanning, qui s'est imposé en finale contre son compatriote Phillip MacDonald et a ainsi signé sa deuxième et dernière victoire de la saison.